# レザー・エナーヤティー
レザー・エナーヤティー（Gholam Reza Enayati、1976年9月23日 - ）は、イランの元サッカー選手。元イラン代表。ポジションはフォワード。

## 来歴
2002年にイラン代表デビュー。AFCアジアカップ2004にも出場、3位となった。出場機会は無かったが、2006 FIFAワールドカップのメンバーにも選出された。AFCアジアカップ2007では全4試合に出場した。2008年までに30試合に出場、7得点をあげた。

## 代表歴

### 出場大会
- イラン代表
  - 2006 FIFAワールドカップ

### 試合数
- 国際Aマッチ 30試合 7得点（2002年-2008年）[1]

| イラン代表 | 国際Aマッチ | 国際Aマッチ |
| 年         | 出場        | 得点        |
| ---------- | ----------- | ----------- |
| 2002       | 5           | 0           |
| 2003       | 0           | 0           |
| 2004       | 7           | 3           |
| 2005       | 2           | 0           |
| 2006       | 6           | 3           |
| 2007       | 8           | 1           |
| 2008       | 2           | 0           |
| 通算       | 30          | 7           |